# Завадський Олег Вікторович
Олег Вікторович Завадський (нар. 22 березня 1968 у смт Володарка Київської області) — український поет, член НСПУ (з 2001)

## До життєпису
Має дві вищі освіти — закінчив архітектурний факультет Української академії мистецтва (Київ,
1993) та Інститут журналістики Київського національного університету імені Тараса Шевченка (1999).
Працює архітектором у Києві.

## Творчість
Автор книжок поезії:
- «За браком вічності» (1997),
- «Рай прихованих надій» (1999),
- «Пощо слова» (2001),
- «Заполоч» (2014).